# Johan Wilhelm G:son Snellman

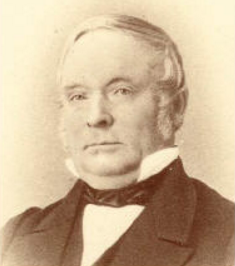
Johan Wilhelm G:son Snellman.

Johan Wilhelm G:son Snellman, född 24 juli 1809 i Suomussalmi, död 4 januari 1881 i Uleåborg, var en finländsk sjökapten och affärsman. Han var far till Albert Oskar och Lina Snellman samt kusin till Johan Vilhelm Snellman. 
Snellman blev tidigt föräldralös och fick vid sidan av sin skolgång börja arbeta som bodbetjänt hos sin farbror Kristian Henrik Snellman i Gamlakarleby. År 1825 gick han till sjöss och avancerade på två år till styrman. Från 1832 var han kapten på fartyg hemmahörande i Gamlakarleby och Uleåborg och slog sig 1842 ned som företagare i sistnämnda stad, där han drev en snabbt expanderande export- och rederifirma under namnet J.W. Snellman G:son. Företaget, som ägde fartyg och sågar bland annat i Ijo, Torneå och Kemi, grundade 1860 tillsammans med handelshuset G. & C. Bergbom Finlands första ångsåg i Ijo. Snellman var medlem i flera statliga kommittéer och hade även kommunala förtroendeuppdrag. Han representerade hemstaden Uleåborg i januariutskottet 1862 och vid lantdagen 1867. Han tilldelades kommerseråds titel 1859.